# Sergejew (Kasachstan)
Sergejew (kasachisch Сергеев, russisch Сергеевка Sergejewka) ist eine Stadt in Kasachstan. Der Ort mit 8051 Einwohnern (Stand 1. Januar 2025) ist das Verwaltungszentrum des Audan Schal Aqyn in Nordkasachstan.

## Geografie
Sergejew liegt im Norden Kasachstans im Gebiet Nordkasachstan rund 160 Kilometer südwestlich von Petropawl und rund 150 Kilometer westlich von Kökschetau am Fluss Ischim. Südlich der Stadt befindet sich die Sergejew-Talsperre, die den Fluss auf einer Länge von 75 Kilometern aufstaut und einen Stausee bildet.

## Bevölkerung
| Einwohnerentwicklung | Einwohnerentwicklung | Einwohnerentwicklung | Einwohnerentwicklung | Einwohnerentwicklung |
| 1970                 | 1979                 | 1989                 | 1999                 | 2009                 |
| -------------------- | -------------------- | -------------------- | -------------------- | -------------------- |
| 9.344                | 11.211               | 12.989               | 9.470                | 7.661                |